# Marta Aberturas
Marta Aberturas Rubio (Gijón, 5 de julio de 1974) es una ex gimnasta rítmica española, campeona del mundo en modalidad de conjuntos (Atenas 1991), además de lograr otras numerosas preseas con la selección nacional de gimnasia rítmica de España. La generación de gimnastas que integró es conocida con el seudónimo de las Primeras Chicas de Oro.

## Biografía deportiva

### Inicios
Marta Aberturas nació en Gijón en 1974, pero se trasladó a Zaragoza en 1981. Se inició en la gimnasia rítmica en el Club Escuela de Gimnasia Rítmica de Zaragoza. En agosto de 1988 es convocada por Emilia Boneva para entrar en la selección nacional de gimnasia rítmica de España absoluta en la modalidad de conjuntos, de la que pasaría a formar parte hasta 1991.

### Etapa en la selección nacional

#### 1988 - 1989: llegada al equipo y Mundial de Sarajevo

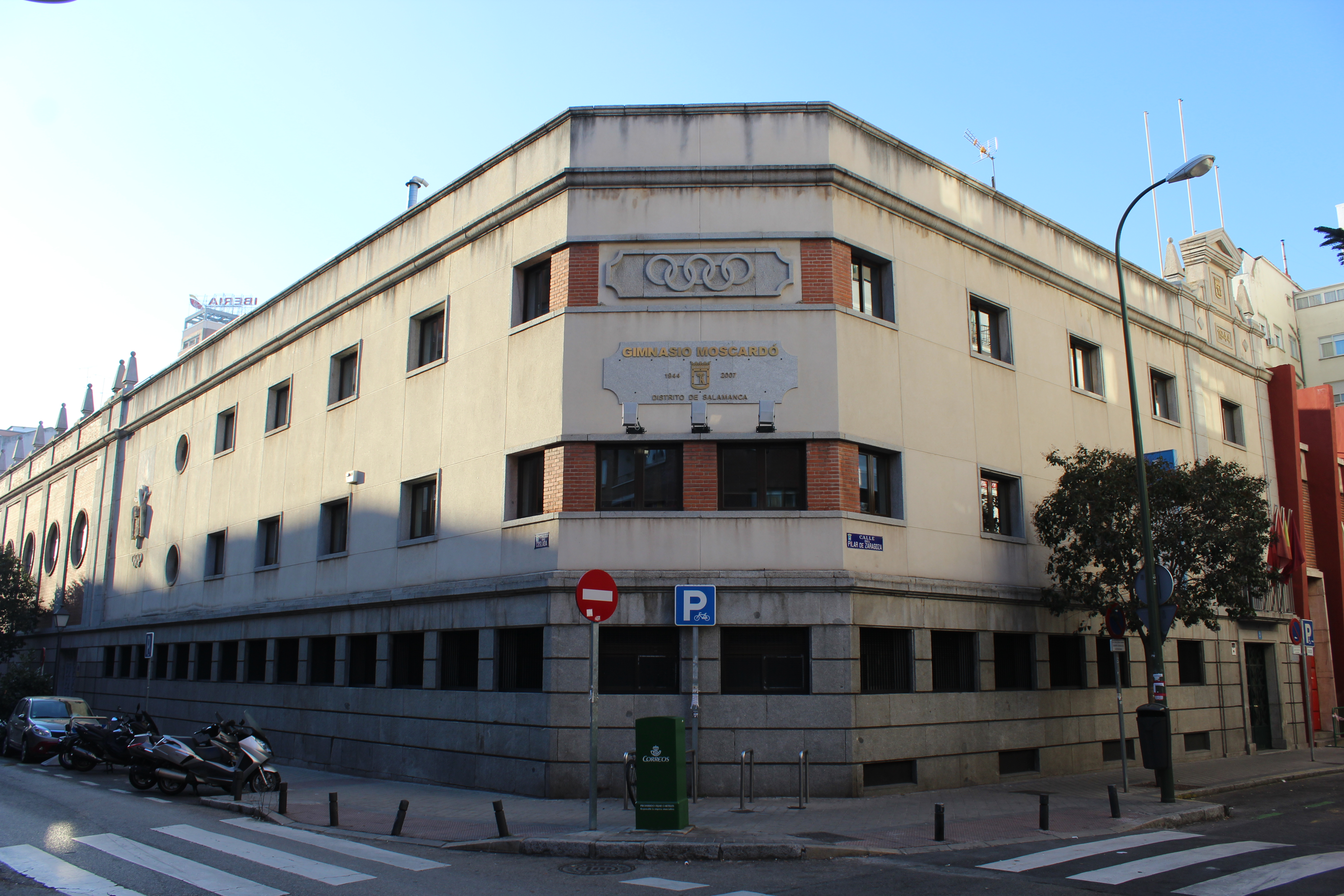
El Gimnasio Moscardó, en el distrito de Salamanca (Madrid), fue el lugar de entrenamiento de la selección nacional de gimnasia rítmica hasta 1997.

Durante el tiempo en el que fue componente del conjunto entrenaría unas 8 horas diarias en el Gimnasio Moscardó de Madrid a las órdenes de la propia Emilia Boneva y de Ana Roncero, que desde 1982 eran seleccionadora nacional y entrenadora de conjuntos respectivamente, y conviviría con todas las integrantes del equipo en una casa en La Moraleja. Fue gimnasta suplente del equipo en la mayor parte de las competiciones de esa época, aunque sería titular en algunas exhibiciones en ciudades españolas durante las pretemporadas y en torneos internacionales como el de Karlsruhe.
A comienzos de 1989 consiguió 3 platas en el torneo DTB-Pokal Karlsruhe. Poco después, como gimnasta suplente, obtuvo 3 medallas de bronce en el Campeonato del Mundo de Sarajevo, al subir al podio tanto en el concurso general como en las finales de 12 mazas y de 3 aros y 3 cintas. Las lograría junto a Beatriz Barral, Lorea Elso, Bito Fuster, Arancha Marty, Mari Carmen Moreno y Vanesa Muñiz, siendo suplente además Nuria Arias. En diciembre de 1989, nuevamente como suplente, consiguió el bronce en la general de la Wacoal Cup (Japón).

#### 1990: Europeo de Goteborg
En abril de 1990, participó como titular en una exhibición del conjunto con motivo de la inauguración del Pabellón Príncipe Felipe de Zaragoza. Nuevamente como suplente del equipo, fue convocada al Campeonato de Europa de Goteborg, en el que consiguió la medalla de bronce tanto en el concurso general como en 3 pelotas y 3 cuerdas, y la de plata en 12 mazas. En la Final de la Copa del Mundo, disputada ese año en Bruselas, obtuvo 3 medallas de bronce, una por cada final. Serían logradas junto a Beatriz Barral, Lorea Elso, Bito Fuster, Montse Martín, Arancha Marty y Vanesa Muñiz, siendo suplente además Gemma Royo. Débora Alonso y Cristina Chapuli también formaban parte del equipo, pero no fueron convocadas a las competiciones ese año. En el torneo Wacoal Cup de Tokio, celebrado en noviembre, lograron la plata en la general.

#### 1991: título mundial en Atenas
En 1991, los dos ejercicios del conjunto fueron el de 6 cintas y el de 3 pelotas y 3 cuerdas. El primero tenía como música «Tango Jalousie», compuesta por Jacob Gade, mientras que el de pelotas y cuerdas, usaba el tema «Campanas», de Víctor Bombi. Para coreografiar los pasos de danza del ejercicio de 6 cintas se contó con la ayuda de Javier Castillo «Poty», entonces bailarín del Ballet Nacional, aunque el coreógrafo habitual del equipo era el búlgaro Georgi Neykov. Previamente al Mundial, consiguieron el oro en el torneo de Karlsruhe (por delante de URSS y Bulgaria) y 3 bronces en el Gymnastic Masters de Stuttgart, ambos en Alemania.

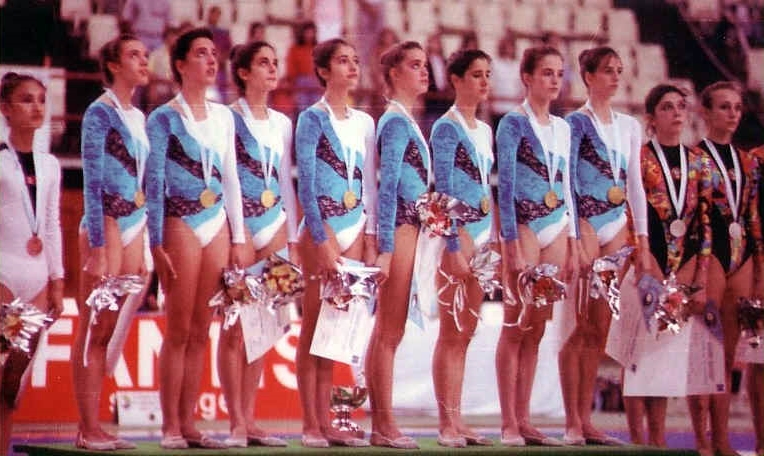
Marta (segunda a la izquierda) junto al conjunto con el oro en el Mundial de Atenas (1991).

Todo el año 1991 fue gimnasta suplente del conjunto. El 12 de octubre de ese año, el conjunto español logró la medalla de oro en el concurso general del Campeonato del Mundo de Gimnasia Rítmica de Atenas. Este triunfo fue calificado por los medios como histórico, ya que fue la primera vez que España se proclamó campeona del mundo de gimnasia rítmica. En la primera jornada del concurso general habían conseguido una puntuación de 19,500 en el ejercicio de 3 pelotas y 3 cuerdas, mientras que en la siguiente, con el montaje de 6 cintas, obtuvieron una nota de 19,350 (9,90 en composición y 9,45 en ejecución). Con una calificación total de 38,850, el equipo español consiguió finalmente superar en el concurso general a la URSS por 50 milésimas, mientras que Corea del Norte fue bronce. Al día siguiente, serían además medalla de plata en las dos finales por aparatos, la de 6 cintas, y la de 3 pelotas y 3 cuerdas, aunque como en el resto de la competición, Marta sería gimnasta suplente en ambos ejercicios. Estas medallas fueron conseguidas por Marta junto a Débora Alonso, Lorea Elso, Bito Fuster, Isabel Gómez, Montse Martín y Gemma Royo, además de Cristina Chapuli como la otra suplente. Dichas medallas serían narradas para España por la periodista Paloma del Río a través de La 2 de TVE. Tras esta consecución, a finales de 1991 realizarían una gira por Suiza.

### Retirada de la gimnasia
Se retiró en 1991, tras el Campeonato del Mundo de Atenas. En 1992 se le otorgó la Medalla al Mérito Deportivo de la Diputación General de Aragón junto a su excompañera del equipo Gemma Royo. El 16 de diciembre de 2017, Aberturas se reunió junto a otras exgimnastas del equipo nacional para realizar un homenaje a la exseleccionadora Ana Roncero. El 16 de noviembre de 2019, con motivo del fallecimiento de Emilia Boneva, unas 70 exgimnastas nacionales, entre ellas Marta, se reunieron en el tapiz para rendirle tributo durante el Euskalgym. El evento tuvo lugar ante 8.500 asistentes en el Bilbao Exhibition Centre de Baracaldo y fue seguido además de una cena homenaje en su honor.

## Legado e influencia
El conjunto nacional de gimnasia rítmica de 1991 consiguió en el Mundial de Atenas el primer título mundial para la rítmica española, logrando en dicha disciplina imponerse por primera vez un país occidental a los países del Este. Sería además el primer equipo femenino español en proclamarse campeón del mundo en un deporte mediático. Reseñas de este hito aparecen en libros como Gimnasia rítmica deportiva: aspectos y evolución (1995) de Aurora Fernández del Valle, Enredando en la memoria (2015) de Paloma del Río o Pinceladas de rítmica (2017) de Montse y Manel Martín.

## Equipamientos
| Período     | Proveedor |
| ----------- | --------- |
| 1988 - 1991 | Arena     |

## Música de los ejercicios
| Año         | Aparatos              | Música                                                                                |
| ----------- | --------------------- | ------------------------------------------------------------------------------------- |
| 1989 - 1990 | 12 mazas              | «España cañí», pasodoble compuesto por Pascual Marquina Narro.                        |
| 1989        | 3 aros y 3 cintas     | Fragmentos de la ópera Carmen de Georges Bizet, como el tema «Habanera».              |
| 1990        | 12 mazas              | Pieza Asturias (Leyenda), perteneciente a la Suite española, Op. 47 de Isaac Albéniz. |
| 1990 - 1991 | 3 pelotas y 3 cuerdas | «Spain» de Chick Corea, versionada por Michel Camilo y Tomatito.                      |
| 1991 - 1992 | 6 cintas              | «Tango Jalousie», compuesto por Jacob Gade.                                           |
| 1991        | 3 pelotas y 3 cuerdas | «Campanas», de Víctor Bombi.                                                          |

## Palmarés deportivo

### Selección española
| 1989 - DTB-Pokal Karlsruhe Plata en concurso general Plata en 12 mazas Plata en 3 aros y 3 cintas - Campeonato del Mundo de Sarajevo* Bronce en concurso general Bronce en 12 mazas Bronce en 3 aros y 3 cintas - Wacoal Cup* Bronce en concurso general 1990 - DTB-Pokal Karlsruhe Oro en concurso general - Gymnastic Masters de Stuttgart* Bronce en concurso general - Final de la Copa del Mundo en Bruselas Bronce en concurso general Bronce en 12 mazas Bronce en 3 pelotas y 3 cuerdas | 1990 (continuación) - Campeonato de Europa de Goteborg* Bronce en concurso general Plata en 12 mazas Bronce en 3 pelotas y 3 cuerdas - Wacoal Cup* Plata en concurso general 1991 - DTB-Pokal Karlsruhe Oro en concurso general - Gymnastic Masters de Stuttgart* Bronce en concurso general Bronce en 6 cintas Bronce en 3 pelotas y 3 cuerdas - Campeonato del Mundo de Atenas* Oro en concurso general Plata en 6 cintas Plata en 3 pelotas y 3 cuerdas |

*Como suplente del equipo en ambos ejercicios

## Premios, reconocimientos y distinciones
- Medalla al Mérito Gimnástico, otorgada por la Real Federación Española de Gimnasia (1991)
- Medalla al Mérito Deportivo, otorgada por la Diputación General de Aragón (1992)[20]

## Galería

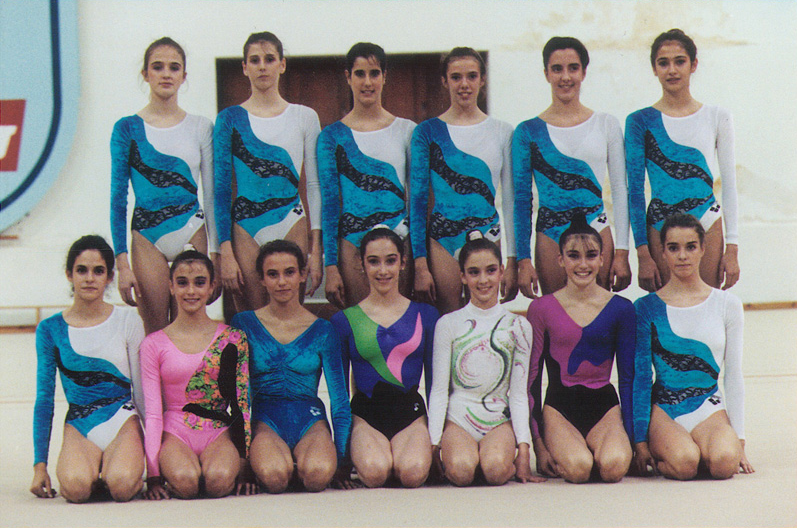
Aberturas (de pie, segunda a la derecha) con la selección de gimnasia rítmica en el Gimnasio Moscardó (1991).
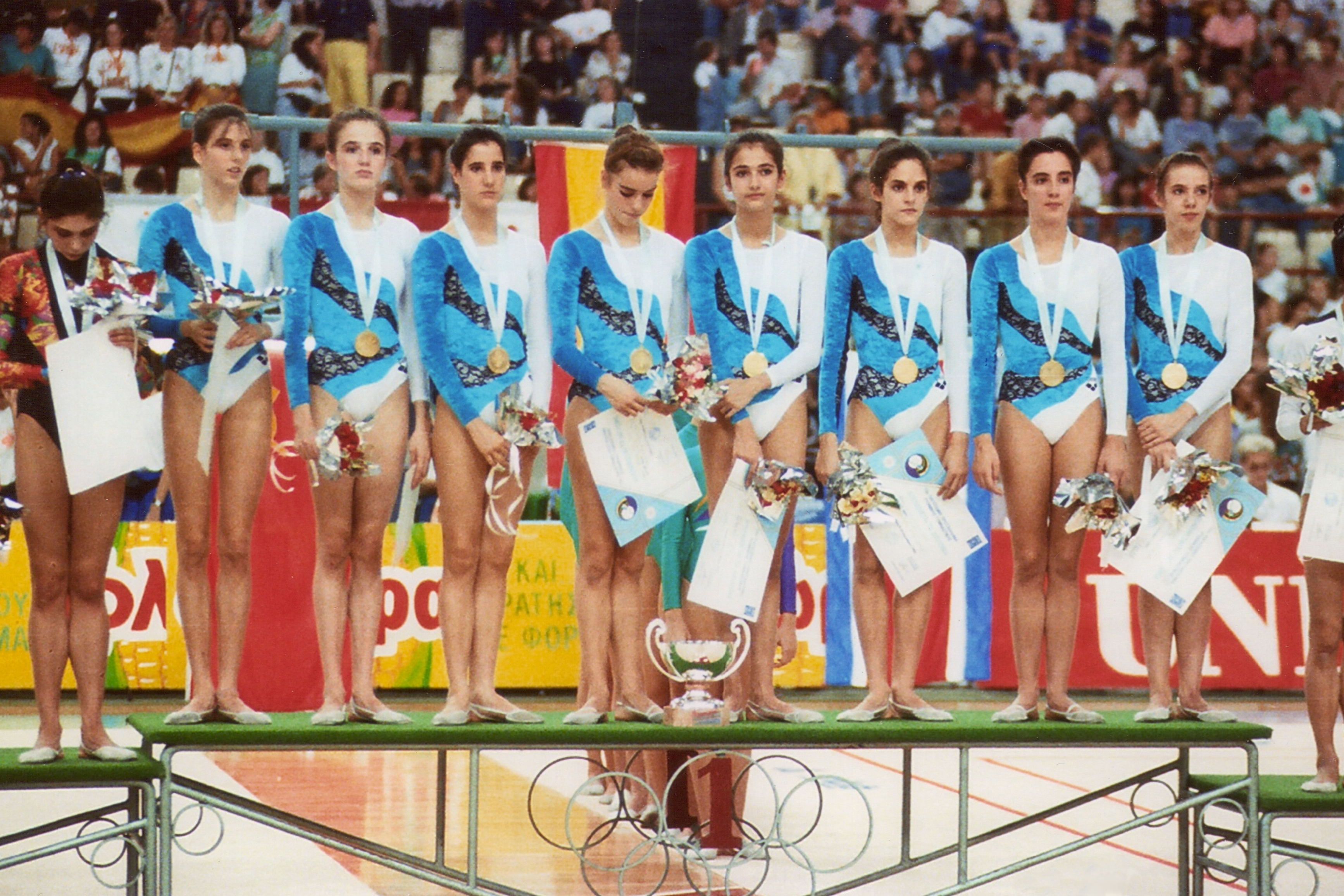
El conjunto español con el oro en el podio del concurso general del Mundial de Atenas (1991).

## Filmografía

### Programas de televisión
| Programas de televisión | Programas de televisión | Programas de televisión | Programas de televisión              |
| ----------------------- | ----------------------- | ----------------------- | ------------------------------------ |
| 1990                    | Camarada Boneva         | La 2 de TVE             | Aparición en reportaje               |
| 1991                    | De tú a tú              | Antena 3                | Invitada junto al resto del conjunto |
| 1991                    | Tele 5 ¿dígame?         | Telecinco               | Invitada junto al resto del conjunto |
| 1991                    | VIP Tarde               | Telecinco               | Invitada junto al resto del conjunto |